# Meliosma sumatrana
Meliosma sumatrana är en tvåhjärtbladig växtart som först beskrevs av William Jack, och fick sitt nu gällande namn av Wilhelm Gerhard Walpers. Meliosma sumatrana ingår i släktet Meliosma och familjen Sabiaceae. Inga underarter finns listade.